# Vierge du Mas Rillier
Pour les articles homonymes, voir Notre-Dame du Sacré-Cœur (homonymie) et Mas Rillier.
Notre-Dame-du-Sacré-Cœur, Espérance des désespérés, est une statue de la Vierge à l'Enfant, située au Mas Rillier, à Miribel, dans le département français de l'Ain en région Auvergne-Rhône-Alpes.
C'est la plus haute statue de France (32,6 mètres), devant respectivement le Christ-Roi des Houches (25 mètres) et la statue de la Vierge Marie au Puy-en-Velay (16 mètres)

## Histoire

### Aux origines, Le Sacré-Cœur
La statue présente trois actions remarquables : 
- Marie écrasant le serpent de son talon.
- Marie indiquant et tenant en sa main le cœur de son fils, Jésus.
- Jésus, petit enfant, indiquant son sacré-cœur.

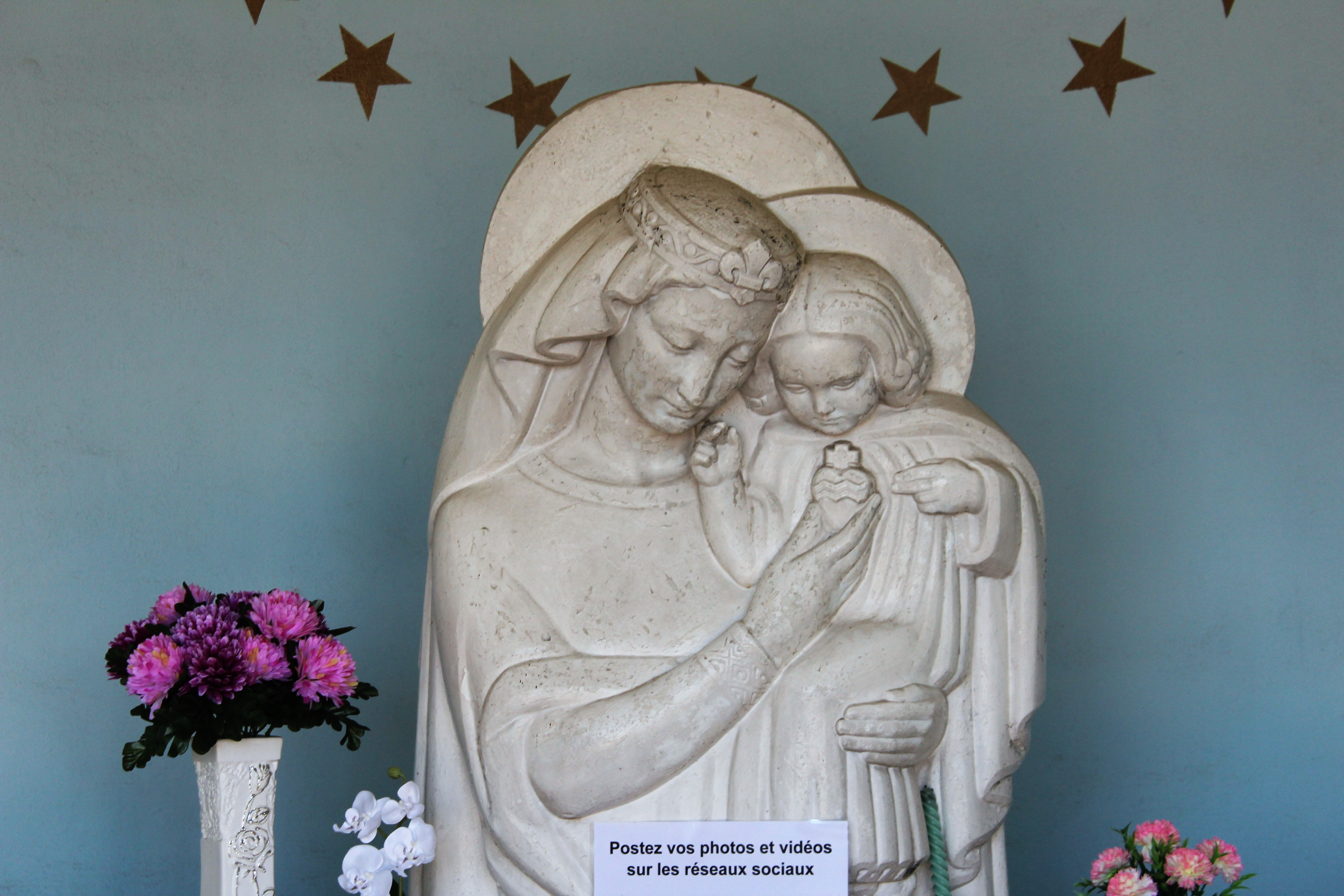
Miniature présente dans la chapelle d'entrée de la statue monumentale. On voit très bien le mouvement de Marie indiquant le cœur de son Fils et de Jésus indiquant son propre Sacré-cœur.

#### Le Sacré-Coeur de Jésus
L'érection de la statue est la conséquence d'une dévotion bien plus large que l'on peut faire remonter à l'apôtre Jean qui a reposé sa tête sur le cœur de Jésus durant la Cène (Évangile selon Jean 13,23).
La dévotion s'épanouit à partir du XVIIe siècle et des apparitions à Marguerite-Marie Alacoque à Paray-le-Monial.
En 1856, le pape Pie IX étend la fête du Sacré-Cœur à toute l'Église catholique. Trois Encycliques confirment l'attachement de l'Église à cette dévotion : Annum Sacrum (Léon XIII - 1899), Miserentissimus Redemptor (Pie XI - 1928) et Haurietis Aquas (Pie XII - 1956). Le 19 août 1864, il béatifie Marguerite-Marie Alacoque, puis il bénit le projet d'édification de la basilique du Sacré-Cœur de Montmartre.

### Construction

Au-dessus du portail d'entrée, l'inscription « Notre-Dame du Sacré-Cœur - Espérance des désespérés ».

Virgile Béguin émit le souhait, auprès de l’Abbé Thomas, de l'érection d'une statue en l'honneur de Notre-Dame du Sacré-Cœur : Georges Serraz est choisi comme sculpteur, lui qui vient justement d’achever la statue du Christ-Roi aux Houches (25 mètres) ; Louis Mortamet en est l'architecte,.
Les travaux débutent le 14 février 1938 sur les ruines de l’ancien château de Miribel. Il faut creuser à 7 mètres de profondeur pour pouvoir couler des fondations circulaires de 8 mètres de diamètre. Les coffrages ont été décorés des drapeaux de toutes les nations qui par leurs offrandes, ont contribué à l’érection de la statue. Le 9 octobre 1938, lors de la pose de la première pierre, quelque 12 000 personnes étaient présentes. Elle est finalement inaugurée le 5 juillet 1941.

### Cession et postérité
En 1977, l’Évêché cède pour le franc symbolique le tènement avec la Vierge du Mas Rillier ainsi que le Carillon du Mas Rillier à la commune de Miribel. Le 26 juin 2011, le 70e anniversaire de l’inauguration de la statue est fêté avec une messe en plein air, sur l'esplanade de la Madone.
Le 10 mars 2020, l'édifice est inscrit au titre des monuments historiques.
Un projet de requalification et de valorisation du site, des ouvrages du Carillon et de la Madone est en cours et se décline en quatre phases sur six ans (2023-2028).

Aujourd'hui quelques pèlerinages ont toujours lieu. 

## Quelques caractéristiques

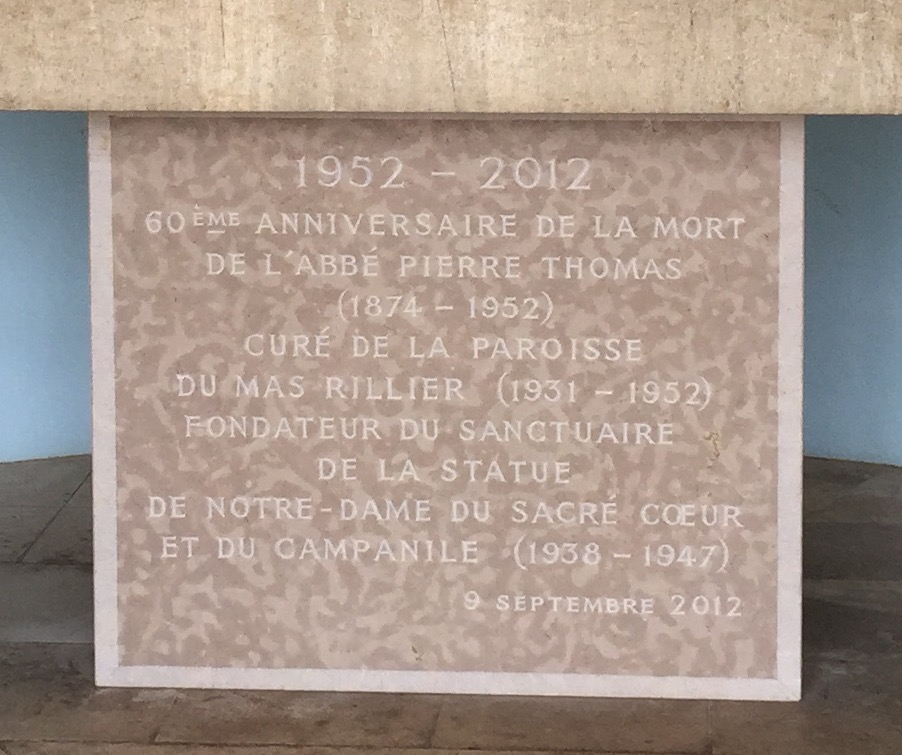
Plaque à l'intérieur de la Madone, apposée en 2012, au soixantième anniversaire de la mort de l'abbé Thomas.

Le socle de la statue mesurant environ 3 m, sa hauteur effective est de 30 m, ce qui la place au même niveau que le Christ Rédempteur de Rio de Janeiro, ce qui la place en 2020 au 59e rang mondial et au 6e rang européen des plus hautes statues selon le site Merveilles du Monde.com.
Un escalier de 152 marches conduit à la couronne de la statue.
Le poids total des fondations, du socle et de la statue est de 1 500 tonnes, la statue, en béton armé, pesant à elle seule 440 tonnes.
Sur le même parvis se situe le carillon du Mas Rillier et son campanile abritant un ensemble de cinquante cloches, inscrit au titre des monuments historiques.
Sur le socle de la statue sont gravées deux inscriptions, chacune sur deux lignes :
- à l'avant, au-dessus du porche d'entrée : « Notre-Dame du Sacré-Cœur / Espérance des désespérés » ;
- à l'arrière de la statue : « L'immaculée vierge Marie placée entre le Christ et l'Église / a toujours arraché le peuple chrétien aux plus grandes calamités » (citation de Pie XI).

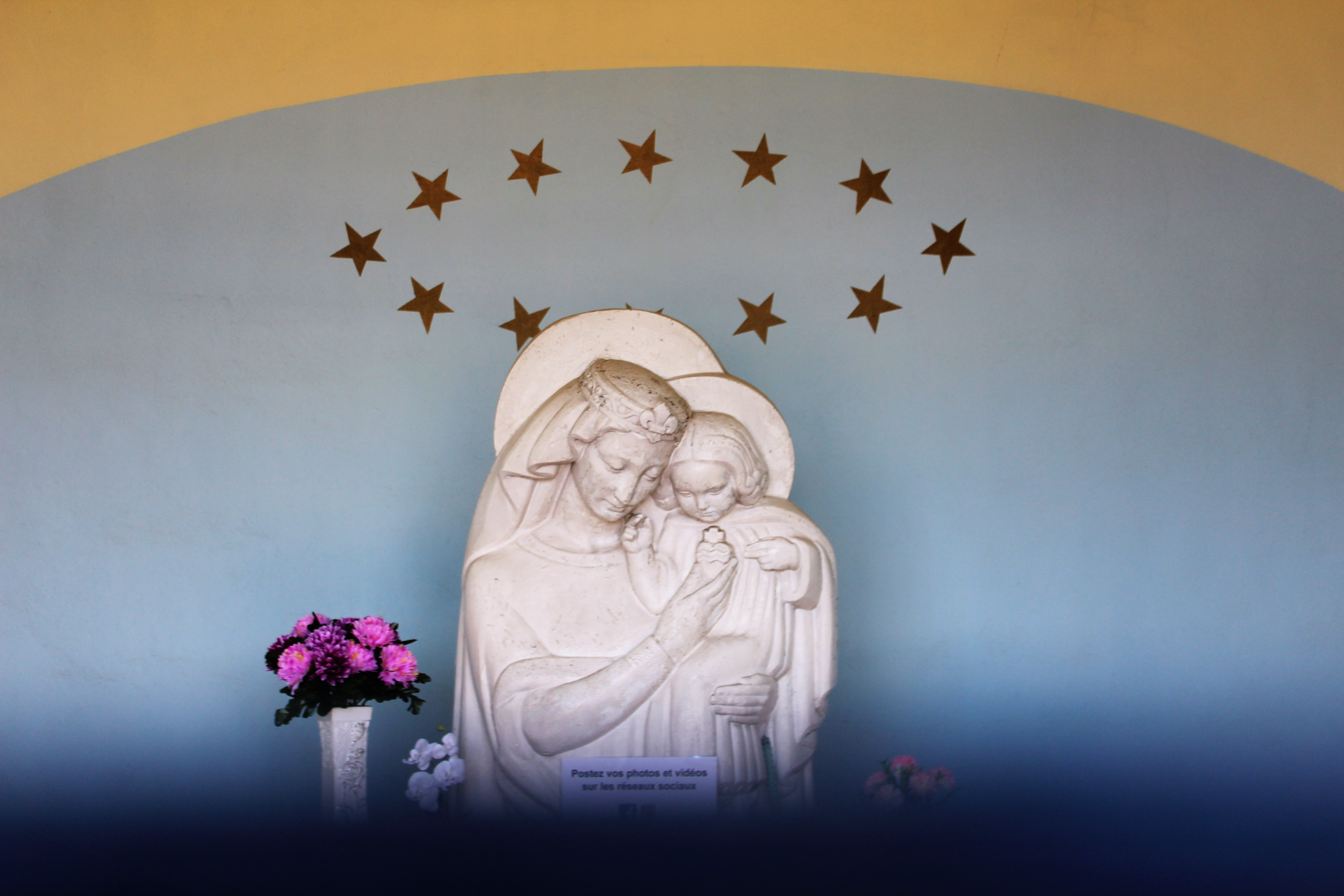
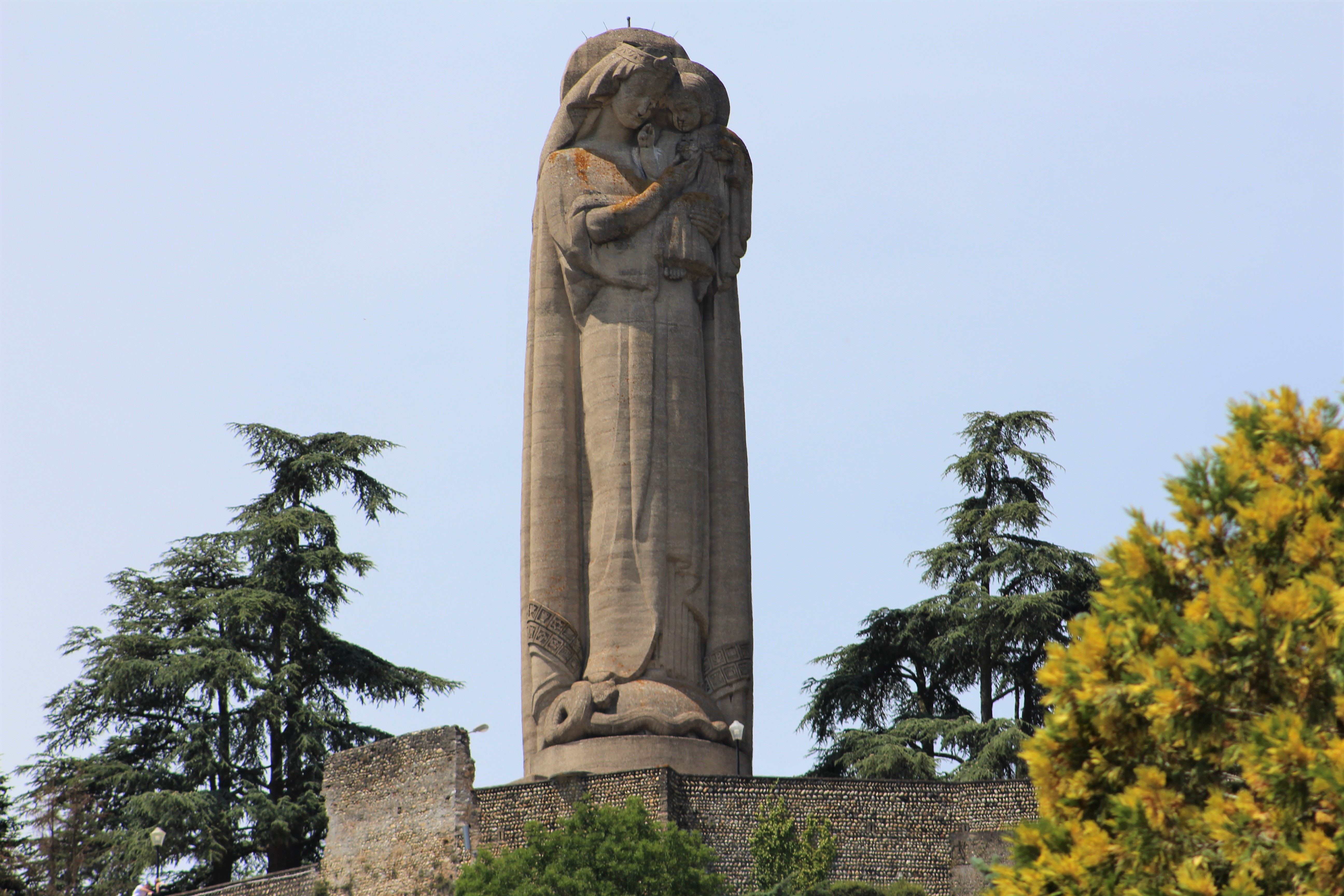
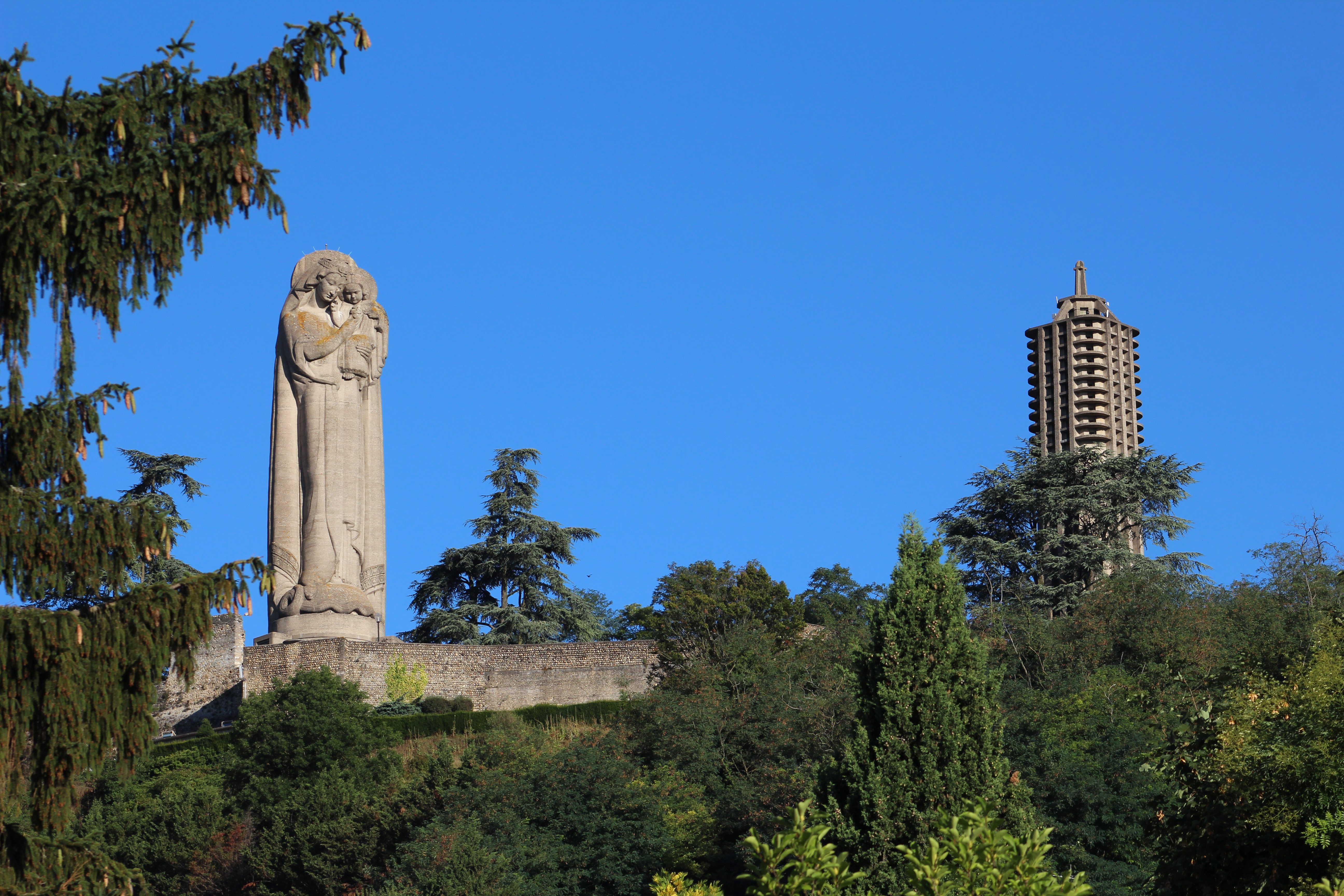

## Événements profanes
Chaque année, en juillet, se déroule sur l'esplanade (dite de la Madone) sur laquelle se trouve également le Carillon, un festival de jazz qui se nomme Swing sous les étoiles.